# Benjamin Conz
Benjamin Conz (* 13. September 1991 in Saint-Ursanne) ist ein Schweizer Eishockeytorhüter, der seit November 2023 beim HC Ajoie in der Schweizer National League unter Vertrag steht.

## Karriere

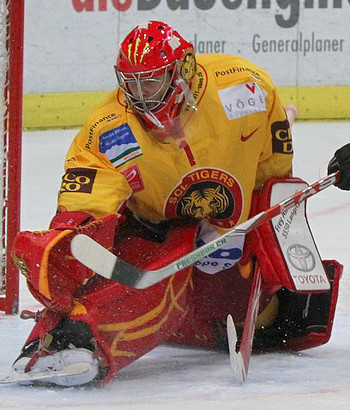
Conz im Trikot der SCL Tigers (2010)

Benjamin Conz stammt aus dem Nachwuchs des HC Ajoie, spielte aber ab 2007 für die Elite-A-Junioren des Genève-Servette HC. Parallel dazu kam er zu einigen Einsätzen bei der U20-Nationalmannschaft, die an der National League B (NLB) teilnahm. In der Saison 2008/09 debütierte er für Servette in der National League A und absolvierte insgesamt 21 Partien, in denen er einen Gegentorschnitt von 2,05 und eine Fangquote von 90,6 % erreichte. Parallel dazu spielte er wieder für die Schweizer U20-Auswahl in der NLB.
Im Sommer 2009 wurde sein Vertrag bei Servette bis 2013 verlängert, wobei ihm eine Mindestanzahl von Spielen zugesichert wurde. Da Anfang der folgenden Spielzeit Tobias Stephan als neuer Stammtorhüter verpflichtet wurde, wurde Conz im Oktober 2009 an die SCL Tigers ausgeliehen.
Zuvor war er auch beim Lausanne HC in der NLB zum Einsatz gekommen. Auf die Saison 2011/12 hin wechselte Conz auf Leihbasis zum HC Lugano. Im März 2012 wurde er von Fribourg-Gottéron mit einem Dreijahresvertrag ausgestattet, nachdem die Verhandlungen über eine Vertragsverlängerung mit dem bisherigen Stammtorhüter Cristobal Huet gescheitert waren. Zur Saison 2017/18 wechselte Conz zum HC Ambrì-Piotta, wo er insgesamt sechs Jahre verbrachte. Im November 2023 schloss er sich dem Ligakonkurrenten HC Ajoie an.

### International
In den Jahren 2008 und 2009 nahm Conz mit der U18-Nationalmannschaft der Schweiz an der Junioren-Weltmeisterschaft teil.
Ab 2009 war Conz Stammtorhüter der Schweizer U20-Nationalmannschaft und erreichte mit dieser den Halbfinal der U20-Weltmeisterschaft 2010. Nach Turnierende wurde er als bester Torhüter ausgezeichnet und in das All-Star-Team des Turniers berufen.

## Erfolge und Auszeichnungen
- 2010 Bester Torhüter der U20-Junioren-Weltmeisterschaft
- 2010 All-Star-Team der U20-Junioren-Weltmeisterschaft
- 2022 Spengler-Cup-Gewinn mit dem HC Ambrì-Piotta